# Barrio General Paz (Santiago del Estero)
El Barrio General Paz es un barrio de la ciudad de Córdoba (capital), Argentina.

## Toponimia
Este barrio lleva el nombre del General José María Paz, guerrero de la independencia argentina, excelente táctico, el mejor de su tiempo. Se destacó también como escritor. Su obra "Memorias Póstumas", se constituyó en uno de los documentos más vivos y veraces de la Historia Argentina. 

## Geografía
Sus Límites son: La Tablada; Annunciata Cocchetti; Oncativo; Arequito y Ayacucho; Monte Caseros.
Su superficie es de 155,84 ha y la población según el censo del 2001 es de 3824 habitantes.